# Wymyśleni bohaterowie
Wymyśleni bohaterowie (oryg.Imaginary Heroes) – film z 2004 w reżyserii Dana Harrisa.

## Obsada
- Michael Lawson jako Manny
- Lee Wilkof jako Mitchell Goldstein
- Ari Graynor jako Sara
- Erin Fritch jako Emily
- Deirdre O’Connell jako Marge Dwyer
- Michelle Williams jako Penny Travis
- Kip Pardue jako Matt Travis
- Jeff Daniels jako Ben Travis
- Emile Hirsch jako Tim Travis
- Sigourney Weaver jako Sandy Travis